# Patacrèpe et Couillalère

Patacrèpe et Couillalère est une série de bande dessinée.
- Scénario : Tronchet
- Dessins : Gelli
- Couleurs : Marie Roubenne

## Albums
- Tome 1 : Patacrèpe et Couillalère sont de bons amis (1998)
- Tome 2 : Présidents du monde (1998)

## Publication

### Éditeurs
- Delcourt (Collection Humour de rire) : Tomes 1 et 2 (première édition des tomes 1 et 2).